# Убийство на пляже
«Бродчёрч» (англ. Broadchurch) — британский детективный телесериал.
Информация о кастинге впервые появилась в июле 2012 года, съёмки начались в августе и проходили в Бристоле и Вест-Бэй, Бридпорте. В январе 2013 года сериал был куплен BBC America для дальнейшего показа. Премьера была назначена на 4 марта 2013 года, в 21:00 на ITV.
В России 1-й сезон телесериала был показан в эфире Первого канала с 24 сентября 2013 года под названием «Убийство на пляже».

## Создание сериала
Создатель сериала Крис Чибнелл говорит о проекте как об очень искренней работе. Он всегда хотел создать масштабную драму, способную отразить, как смерть повлияет на тесное сообщество. Сценарий первой серии он написал ещё в 2011 году и предложил на оценку специалисту по драмам ITV, Лоре Мэкки. Вскоре она дала зелёный свет проекту. Сериал был отснят в августе-сентябре 2012 года, съёмки преимущественно проходили на Юрском побережье Вэст Бэй в Дорсете, а также в городе Кливдон неподалёку от Бристоля. Город стал прототипом Бродчёрча. Сцены в интерьерах и отделении полиции были отсняты в студии в Бристоле.
Первый сезон сериала снимался в порядке следующих друг за другом сцен, что редкость для сериалов. Оливия Колман сообщила в интервью Грэму Нортону, что только четверо актёров из команды знали, кто был убийцей. Актёру же, исполняющему роль убийцы, сообщили об этом лишь за две недели до съёмки финальных сцен. Сериал был полностью издан (релиз) Acron Media UK 20 мая 2013 года.
Изначально создатели сериала собирались ограничиться одним сезоном. Тем не менее в последнем эпизоде 1 сезона было заявлено о продолжении, а позже эту информацию подтвердили в ITV.
В заключительном эпизоде 2-го сезона было сообщено о том, что планируется создать 3-й сезон.
Третий сезон стартовал 27 февраля 2017 года.

## Персонажи
- Офицеры полиции

| Актёр          | Роль                                     |
| -------------- | ---------------------------------------- |
| Дэвид Теннант  | детектив-инспектор Алек Харди            |
| Оливия Коулман | детектив-сержант Элли Миллер             |
| Трэйси Чайлдс  | старший офицер полиции Сандра Дженкинсон |

- Семья Латимеров

| Актёр           | Роль          |
| --------------- | ------------- |
| Джоди Уиттакер  | Бэт Латимер   |
| Эндрю Бакан     | Марк Латимер  |
| Шарлотта Бомонт | Хлоя Латимер  |
| Оскар МакНамара | Дэнни Латимер |
| Сюзан Браун     | Лиз Ропер     |

- Семья Миллеров

| Актёр         | Роль        |
| ------------- | ----------- |
| Мэтью Гравель | Джо Миллер  |
| Адам Уилсон   | Том Миллер  |
| Бенджи Япп    | Фред Миллер |

- Журналисты

| Актёр          | Роль          |
| -------------- | ------------- |
| Кэролин Пиклес | Мэгги Рэдклиф |
| Джонатан Бейли | Олли Стивенс  |
| Вики МакКлюр   | Карен Уайт    |
| Саймон Руз     | Дэн Данверс   |

- Другие жители города

| Актёр            | Роль                  |
| ---------------- | --------------------- |
| Артур Дарвилл    | преподобный Пол Коатс |
| Полин Квирк      | Сюзан Райт            |
| Уилл Меллор      | Стив Конноли          |
| Дэвид Брэдли     | Джек Маршалл          |
| Джо Симс         | Найджел Картер        |
| Симона МакАллай  | Бэкка Фишер           |
| Джейкоб Андерсон | Дин Томас             |
| Таня Франкс      | Люси Стивенс          |

- Появляются во втором сезоне:

| Актёр              | Роль                                        |
| ------------------ | ------------------------------------------- |
| Шарлотта Рэмплинг  | барристер (обвинитель на суде) Джослин Найт |
| Ив Майлс           | Клэр Рипли                                  |
| Фиби Уоллер-Бридж  | Эбби Томпсон                                |
| Миира Сиал         | судья Соня Шарма                            |
| Мариэнн Жан-Батист | адвокат Шарон Бишоп                         |
| Джеймс Д’Арси      | Ли Эшворт                                   |

## Сюжет

### Сезон 1
Жительница Бродчёрча детектив-сержант Элли Миллер возвращается на работу в полицию из декретного отпуска и обнаруживает, что её место занято детективом-инспектором Алеком Харди. В этот же день на пляже находят тело 11-летнего мальчика — Дэнни Латимера. Миллер и Харди вместе работают над делом. Расследование осложняется тем, что жители Бродчёрча умалчивают о своём прошлом, врут о своём алиби, а кое-кто намекает на вмешательство высших сил; следствие затягивается, и тут подключаются журналисты, вытаскивающие всё «грязное бельё» наружу. Подогретые газетными статьями жители Бродчёрча уже готовы вершить самосуд, хотя пока ничья вина ещё не доказана, и это приводит к трагическим событиям. Тем временем семья Латимеров по-своему пытается справиться с трагедией и как-то жить дальше, ведь Бет снова беременна, а 15-летняя Хлоя влюблена в своего бойфренда.
С самого начала в деле отсутствовали важные улики, по ходу расследования они обнаруживаются, но детективы, отрабатывая одну за другой все версии, до самого конца сезона не могут связать все ниточки воедино и найти убийцу.

### Сезон 2
Последний эпизод первого сезона заканчивается надписью «Broadchurch Will Return» (Бродчёрч вернётся). ITV подтвердили, что сериал был продлён на второй сезон. Работа над новыми сериями началась. 22 мая 2014 года в Лондоне состоялась первое прочтение сценария второго сезона Бродчёрч. 12 октября съемки второго сезона завершились. Финальные сцены были сняты в деревне Ип в Дорсете. Премьера назначена на 5 января 2015 года.
В сюжете второго сезона две основные линии:
- судебный процесс по делу об убийстве Дэнни Латимера (убийца не признал себя виновным)
- продолжение расследования старого дела, из-за которого детектив Алек Харди и поселился в Бродчёрче.

Последний эпизод второго сезона также закончился надписью «Broadchurch Will Return» (Бродчёрч вернётся).

### Сезон 3
Харди и Миллер расследуют изнасилование местной жительницы. Преступление совершено на юбилее её подруги. В число подозреваемых входят все присутствующие на празднике мужчины. По ходу расследования круг подозреваемых  сужается. В ходе следствия выясняется,что ранее были изнасилованы ещё несколько женщин, которые не заявили о преступлении.

## Эпизоды
| Сезон | Сезон | Эпизоды | Оригинальная дата выхода | Оригинальная дата выхода |
| Сезон | Сезон | Эпизоды | Премьера сезона          | Финал сезона             |
| ----- | ----- | ------- | ------------------------ | ------------------------ |
|       | 1     | 8       | 4 марта 2013             | 22 апреля 2013           |
|       | 2     | 8       | 5 января 2015            | 23 февраля 2015          |
|       | 3     | 8       | 27 февраля 2017          | 17 апреля 2017           |

## Призы и награды
| Год  | Награда                                           | Категория                                                               | Получатель       | Результат |
| ---- | ------------------------------------------------- | ----------------------------------------------------------------------- | ---------------- | --------- |
| 2013 | Writers' Guild of Great Britain                   | Лучший телевизионный драматический сериал                               |                  | Номинация |
| 2013 | TV Quick Awards                                   | Лучшая новая драма                                                      |                  | Победа    |
| 2013 | TV Quick Awards                                   | Лучший актёр                                                            | Дэвид Теннант    | Победа    |
| 2013 | TV Quick Awards                                   | Лучшая актриса                                                          | Оливия Колман    | Номинация |
| 2013 | Satellite Awards                                  | Лучшая актриса в драматическом сериале                                  | Оливия Колман    | Номинация |
| 2013 | Телевизионный фестиваль в Монте-Карло             | Выдающийся актёр в мини-сериале                                         | Дэвид Теннант    | Номинация |
| 2013 | Телевизионный фестиваль в Монте-Карло             | Выдающаяся актриса в мини-сериале                                       | Оливия Колман    | Номинация |
| 2013 | Crime Thriller Awards                             | Лучший телевизионный драматический сериал                               |                  | Победа    |
| 2013 | Crime Thriller Awards                             | Лучшая актриса в главной роли                                           | Оливия Колман    | Победа    |
| 2013 | Crime Thriller Awards                             | Лучший актёр в главной роли                                             | Дэвид Теннант    | Победа    |
| 2013 | Crime Thriller Awards                             | Лучший актёр во второстепенной роли                                     | Эндрю Бакан      | Победа    |
| 2013 | Crime Thriller Awards                             | Лучшая актриса во второстепенной роли                                   | Джоди Уиттакер   | Номинация |
| 2013 | Crime Thriller Awards                             | Лучшая актриса во второстепенной роли                                   | Паулин Квирк     | Номинация |
| 2014 | Televisual Bulldog Awards                         | Лучший драматический сериал                                             |                  | Победа    |
| 2014 | Televisual Bulldog Awards                         | Лучшая музыка                                                           | Оулавюр Арнальдс | Победа    |
| 2014 | Television and Radio Industries Club Awards       | ТВ программа по борьбе с преступностью года                             |                  | Победа    |
| 2014 | TCA Awards                                        | Выдающиеся достижение в фильме или в мини-сериале                       |                  | Победа    |
| 2014 | Royal Television Society                          | Лучшая актриса                                                          | Оливия Колман    | Победа    |
| 2014 | Royal Television Society                          | Лучшая актриса                                                          | Джоди Уиттакер   | Номинация |
| 2014 | Royal Television Society                          | Лучший сценарий — драма                                                 | Крис Чибнелл     | Номинация |
| 2014 | National Television Awards                        | Radio Times — телевизионный детектив                                    | Оливия Колман    | Номинация |
| 2014 | National Television Awards                        | Radio Times — телевизионный детектив                                    | Дэвид Теннант    | Номинация |
| 2014 | Эмми                                              | Лучшая женская роль                                                     | Оливия Колман    | Номинация |
| 2014 | Gay and Lesbian Entertainment Critics Association | Незамеченное телевизионное шоу года                                     |                  | Номинация |
| 2014 | Broadcasting Press Guild Awards                   | Лучшая актриса                                                          | Оливия Колман    | Победа    |
| 2014 | Broadcasting Press Guild Awards                   | Награда писателя                                                        | Крис Чибнелл     | Победа    |
| 2014 | Broadcasting Press Guild Awards                   | Лучший актёр                                                            | Дэвид Теннант    | Номинация |
| 2014 | Broadcast Awards                                  | Лучший драматический сериал                                             |                  | Победа    |
| 2014 | BAFTA Awards                                      | Лучший драматический сериал                                             |                  | Победа    |
| 2014 | BAFTA Awards                                      | Лучшая актриса в главной роли                                           | Оливия Колман    | Победа    |
| 2014 | BAFTA Awards                                      | Лучший актёр во второстепенной роли                                     | Дэвид Брэдли     | Победа    |
| 2015 | Casting Society of America                        | Выдающиеся достижения в кастинге телевизионного фильма или мини-сериала |                  | Номинация |

## Ремейк
Американская телекомпания Fox создала адаптацию (собственную версию) сериала, в которой действие перенесено в американский вымышленный городок Грейспойнт. Участвовать в создании американской версии пригласили и англичан: сценариста Криса Чибнелла, режиссёров Эйроса Лина и Джеймса Стронга, и на главную роль — Дэвида Теннанта. На роль детектива Миллер пригласили американскую актрису Анну Ганн. В первом сезоне сериала «Грейспойнт» вышло 10 эпизодов. Второго сезона не планируется.